# Benjamin Kayser
Pour les articles homonymes, voir Kayser.

a Compétitions nationales et continentales officielles uniquement.

b Matchs officiels uniquement.
Dernière mise à jour le 11 juillet 2024.
Benjamin Kayser, né le 26 juillet 1984 à Paris, est un joueur international français de rugby à XV qui évolue au poste de talonneur.
Avec le Stade français Paris, il remporte le championnat de France en 2007 puis devient champion d'Angleterre en 2009 avec les Leicester Tigers. Avec l'ASM Clermont Auvergne, il devient champion de France en 2017 et remporte le Challenge européen en 2019. 
Il devient consultant sportif pour la radio et la télévision, commentant des matches de rugby pour RMC, TF1 et France 4.

## Carrière

### En club

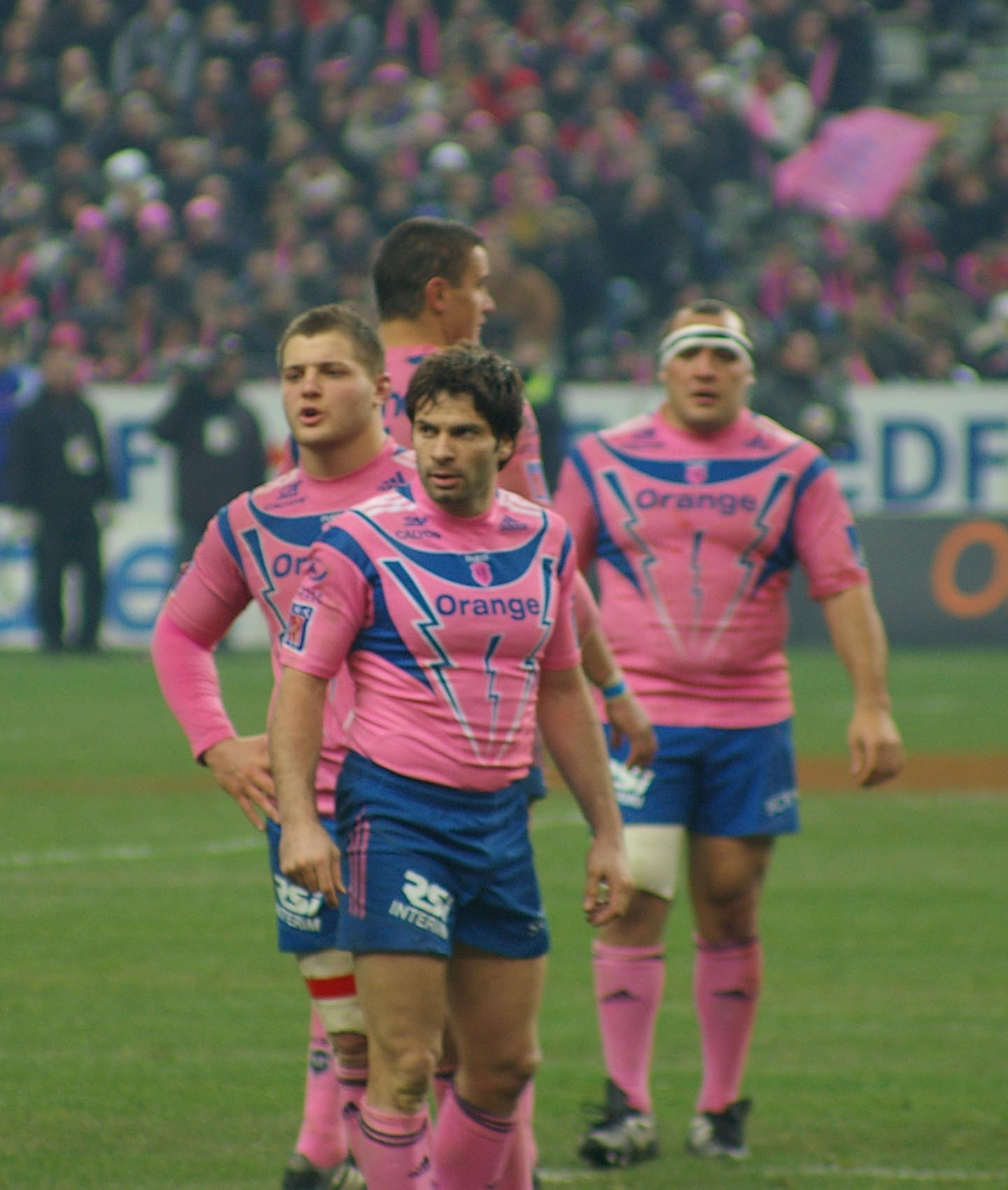
Benjamin Kayser, derrière son coéquipier Christophe Dominici avec le Stade français Paris en janvier 2007.

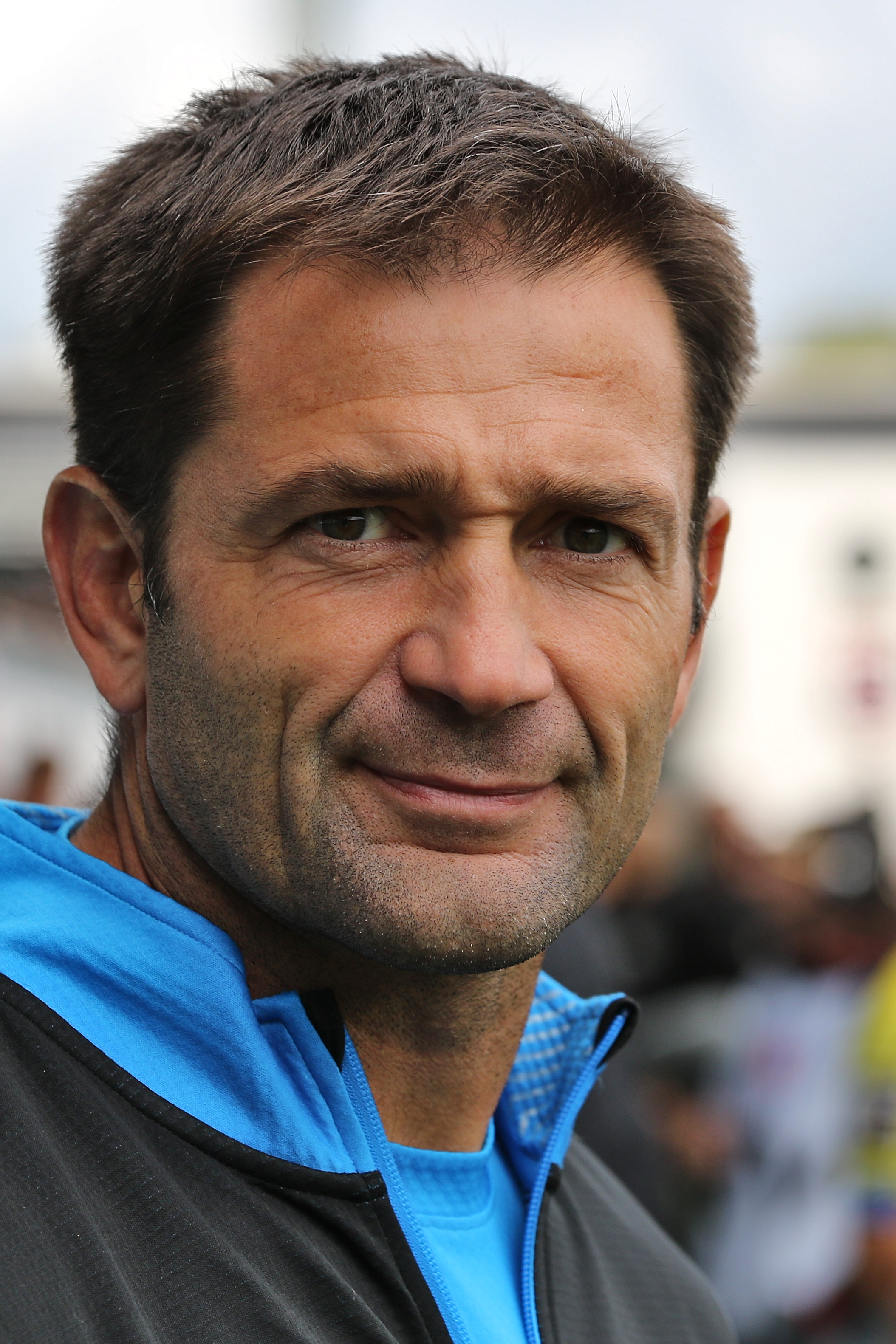
Franck Azéma, ici en 2015, est l'entraîneur de Benjamin Kayser entre 2011 et 2019.

À presque 23 ans, il est titulaire en finale du championnat de France 2006-2007 précédant la Coupe du Monde, contre l'ASM Clermont Auvergne. Il remporte ainsi son premier titre de champion de France après une victoire 23-18.
En 2005, il participe avec le Stade français à la finale de Coupe d'Europe face au Stade toulousain au Murrayfield Stadium à Édimbourg. Il commence le match sur le banc puis remplace Mathieu Blin à la 56e minute. À l'issue du temps réglementaire, les deux équipes sont à égalité, 12 à 12, mais les Toulousains parviennent à s'imposer 12 à 18 à l'issue des prolongations.
Il signe ensuite à Leicester en 2007, avec qui il devient champion d'Angleterre en 2009.
En novembre 2010, il est invité avec les Barbarians français pour jouer un match contre les Tonga au Stade des Alpes à Grenoble. Ce match est aussi le jubilé de Jean-Baptiste Élissalde. Les Baa-Baas s'inclinent 27 à 28.
Après deux années difficiles pour son retour au Stade français puis à Castres, où il fait face à une rude concurrence, il se relance en signant en 2011 à l'ASM Clermont. Avec la confiance du staff, il retrouve peu à peu son meilleur niveau de jeu, atteint lors de son passage aux Tigers de Leicester. 
Auteur d'une saison pleine et convaincante, il maintient son niveau de jeu à l'aube de la saison 2012-2013, ce qui lui permet de revenir en équipe de France.
Le 22 mai 2019, il annonce qu'il a décidé de mettre un terme à sa carrière de joueur à la fin de la saison.

### En équipe nationale
Il honore sa première cape internationale en équipe de France le 28 juin 2008 contre l'équipe d'Australie, alors que les internationaux du Stade toulousain, de l'ASM Clermont, de l'USA Perpignan et du Stade français disputent les demi-finales du Top 14 2007-08 dans leurs clubs respectifs. Il prolonge son bail jusqu'à la défaite contre l'Angleterre dans le Tournoi des Six Nations. Il est ensuite écarté par Marc Lièvremont, et n'est plus rappelé jusqu'à la prise de fonction de Philippe Saint-André au poste de sélectionneur.
En octobre 2012, trois ans après sa dernière sélection, il effectue son retour en équipe de France pour affronter l'Australie, l'Argentine et les Samoas et est ainsi récompensé de sa renaissance avec l'ASM Clermont Auvergne. Ce retour dure jusqu'à sa sélection à la Coupe du Monde 2015, où il est la doublure de Guilhem Guirado.

### En dehors des terrains
Benjamin Kayser a posé pour les éditions 2006 et 2007 du calendrier des Dieux du Stade organisé par le club du Stade français.
Il est consultant pour le groupe TF1 lors de la Coupe du monde de rugby à XV 2019, diffusée en intégralité sur TF1 et TMC. Il commente des matchs aux côtés de François Trillo. 
Après la Coupe du monde 2019, il est recruté par France Télévisions pour remplacer Sylvain Marconnet aux commentaires du Challenge européen (avec Laurent Bellet) et du Tournoi des Six Nations des moins de 20 ans (avec Hélène Macurdy) sur France 4,,. En 2021, il doit commenter cinq rencontres du Tournoi des Six Nations avec Laurent Bellet mais reste finalement confiné chez lui à Londres et intervient dans les émissions de France.tv Sport depuis son logement et depuis le bord du terrain du Stade de Twickenham lors d'Angleterre-France. Il commente finalement Irlande - Angleterre avec Laurent Bellet lors de la dernière journée du Tournoi. En 2022, France Télévisions perd les droits de diffusion du Tournoi des Six Nations des moins de 20 ans mais Benjamin Kayser commente des rencontres du Tournoi senior avec Jean Abeilhou ou Laurent Bellet.
En 2020, il devient également consultant pour Sud Radio. Il y retrouve François Trillo, animateur des émissions rugby sur la station.
En juillet 2022, il retrouve l'antenne de TF1 toujours aux côtés de François Trillo, pour les commentaires des deux matchs de l'équipe de France de rugby lors de la tournée d'été au Japon.
Lors de la Coupe du monde de rugby 2023 organisée en France, il est consultant pour TF1 et commente les principaux matchs de la compétition avec François Trillo.
En 2024, il est consultant pour la BBC lors du  Tournoi des Six Nations.

## Palmarès
- Vainqueur du Championnat de France (2) en 2007 avec le Stade français Paris et en 2017 avec l'ASM Clermont Auvergne.
- Vainqueur du Championnat d'Angleterre (1) en 2009 avec les Leicester Tigers.
- Vainqueur du Challenge européen (1)          en 2019 avec l'ASM Clermont Auvergne.
- Finaliste de la Coupe d'Europe (5) en 2005 avec le Stade français Paris, en 2009 avec les Leicester Tigers et en 2013, 2015, 2017 avec l'ASM Clermont Auvergne.
- Finaliste du Championnat de France (3) en 2005 avec le Stade français Paris et en 2015, 2019 avec l'ASM Clermont Auvergne.

## Statistiques en équipe nationale
Benjamin Kayser compte 37 capes internationale en équipe de France,. Il honore la première de celle-ci le 28 juin 2008 contre l'Australie à Sydney.
Il participe à quatre éditions du Tournoi des Six Nations, en 2009, 2013, 2014 et 2015.
Il dispute une édition de coupe du monde, en 2015, où il rencontre l'Italie, la Roumanie, le Canada et Irlande.
Il connaît auparavant des sélections avec d'autres équipes. Il est ainsi international des moins de 19 ans, participant au championnat du monde 2003 en France, obtenant quatre sélections (Canada, pays de Galles, Afrique du Sud, Argentine) et inscrivant un essai. Au total il obtient six sélections avec cette sélection en 2002-2003. Avec la sélection des moins de 21 ans, il participe au championnat du monde 2004 en Écosse, puis à l'édition 2005 en Argentine où il joue trois matchs (Angleterre, Australie, Nouvelle-Zélande), dont un en tant que capitaine. Il dispute un total de huit sélections, inscrit un essai. Il est également international avec l'équipe de France A, obtenant deux sélections en 2005-2006 (Irlande A, Italie A) et marquant deux essais.

### Tournoi des Six Nations
| Édition          | Rang | Résultats France | Résultats Kayser | Matchs Kayser |
| ---------------- | ---- | ---------------- | ---------------- | ------------- |
| Six Nations 2009 | 3    | 3 v, 0 n, 2 d    | 2 v, 0 n, 2 d    | 4/5           |
| Six Nations 2013 | 6    | 1 v, 1 n, 3 d    | 1 v, 1 n, 3 d    | 5/5           |
| Six Nations 2014 | 4    | 3 v, 0 n, 2 d    | 2 v, 0 n, 0 d    | 2/5           |
| Six Nations 2015 | 4    | 2 v, 0 n, 3 d    | 2 v, 0 n, 3 d    | 5/5           |

Légende : v = victoire ; n = match nul ; d = défaite ; la ligne est en gras quand il y a Grand Chelem.

### Coupe du monde
| Édition         | Rang               | Résultats France | Résultats Kayser | Matchs Kayser |
| --------------- | ------------------ | ---------------- | ---------------- | ------------- |
| Angleterre 2015 | Quart de finaliste | 3 v, 0 n, 2 d    | 3 v, 0 n, 1 d    | 4/5           |

Légende : v = victoire ; n = match nul ; d = défaite.